# Rodrigo Palacio
Rodrigo Sebastián Palacio Alcalde (Bahía Blanca, 5 febbraio 1982) è un ex calciatore argentino, di ruolo attaccante. Con la nazionale argentina, è stato vicecampione del mondo nel 2014.
Soprannominato El Trenza («treccia» in spagnolo) in riferimento all'acconciatura portata, detiene il record di calciatore più anziano ad aver realizzato una tripletta in Serie A, siglata con la maglia del Bologna.

## Biografia
Vanta ascendenze spagnole: suo padre José Ramón (calciatore dell'Olimpo negli anni 1980) da bambino si trasferì, con la famiglia, dalla Cantabria in Argentina dopo il conflitto iberico.
Sposato con Wendy, l'11 maggio 2010 è divenuto padre di Juana.
Nel settembre 2012, la procura di Genova archiviò la sua posizione per mancanza di prove dopo un'indagine relativa a una presunta combine nel derby della Lanterna dell'8 maggio 2011. Agli inizi del 2013 è stato invece multato - insieme ad altri compagni di squadra - dalla Procura Federale per fatti risalenti all'aprile 2012, quando nel corso della gara tra Genoa e Siena i sostenitori liguri invasero il campo obbligando i calciatori a togliersi le maglie.

## Caratteristiche tecniche
Mezzapunta longeva e tecnicamente dotata, si distingue per l'acume tattico e la duttilità. Schierato anche da centravanti (soprattutto nel 3-5-1-1 di Mazzarri), dimostra buona prolificità sotto rete pur non giocando a ridosso della porta avversaria.

## Carriera

### Club

#### Huracán, Banfield e Boca Juniors
Dopo le esperienze con Huracán (TA) e Banfield passa al Boca Juniors nel 2005: con la squadra vince 2 Recopa, 1 Coppa Sudamericana, 2 campionati nazionali e 1 Coppa Libertadores. Nella finale del Mondiale per club 2007, realizza contro il Milan la rete del temporaneo 1-1 (i rossoneri vinceranno per 4-2).

#### Genoa
Nell'estate 2009 approda al Genoa, pagato 5 milioni di euro. Esordisce in Serie A il 23 agosto, nella partita vinta 3-2 contro la Roma. Segna la prima rete il 5 novembre, contro il Lilla in Europa League: è anche la prima rete nelle manifestazioni continentali. Il 6 dicembre nel campionato italiano segna contro il Parma. Contro gli stessi ducali, nel ritorno, realizza la prima doppietta in rossoblù. Il 20 agosto 2011 segna per la prima volta in Coppa Italia, una doppietta nel 4-2 con la Nocerina. A Genova si segnala anche per la correttezza, un'unica controversa espulsione in 100 presenze.

#### Inter

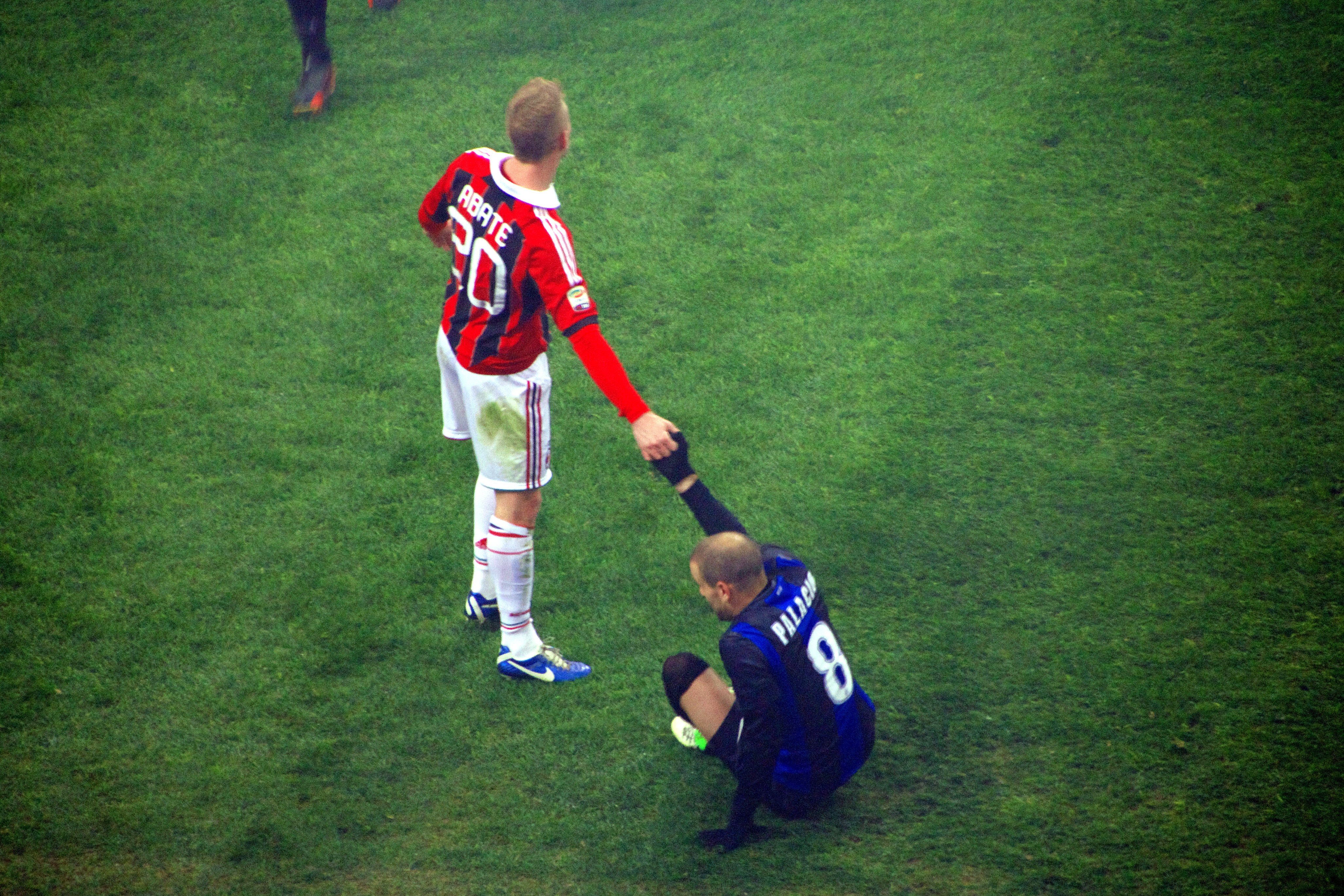
Palacio all'Inter durante il derby di Milano del 24 febbraio 2013

Nel giugno 2012 passa all'Inter per 10,5 milioni di euro. La prima stagione in nerazzurro è la migliore sua italiana: le 22 reti segnate gli valgono il titolo di capocannoniere della squadra; si conferma tale anche l'anno successivo, con 19 marcature. Nelle stagioni seguenti trova la via del gol con minor frequenza, pur facendosi apprezzare per impegno e acume tattico. Lascia il club dopo cinque stagioni, totalizzando 169 presenze e 58 reti.

#### Bologna
Nell'estate 2017 viene acquistato dal Bologna. L'esordio con i colori rossoblù avviene il 20 agosto, nella partita casalinga col Torino, subentrando nei minuti finali a Simone Verdi. Il 16 settembre successivo trova la prima marcatura, in occasione della sconfitta in casa della Fiorentina per 2-1, in cui segna il momentaneo pareggio. Il 2 maggio 2021, segnando tre gol alla Fiorentina, diventa il calciatore più anziano ad aver realizzato una tripletta in Serie A, battendo il record di Silvio Piola che resisteva dal 1950.
Durante le stagioni in maglia felsinea si è guadagnato l'affetto dei tifosi, grazie al suo lavoro da vero leader di squadra e il suo impegno in campo nonostante non sia mai arrivato in doppia cifra in ogni singola stagione. Il 24 maggio 2021, dopo quattro stagioni passate con la maglia rossoblù, Palacio termina la sua avventura al Bologna.

#### Brescia
Il 18 agosto 2021, da svincolato, firma per il Brescia in Serie B. Quattro giorni dopo esordisce con le Rondinelle nella trasferta in casa della Ternana, subentrando nei minuti finali a Riad Bajić. L'11 settembre segna il suo primo gol, mettendo a segno in pieno recupero il punto del 3-1 finale in casa dell'Alessandria. In tutto mette insieme 32 presenze e 6 gol.
Il 26 settembre 2022, svincolatosi dal Brescia, si ritira ufficialmente dal calcio giocato. Dopo il ritiro, ha giocato a basket nella stagione 2022-23 con la squadra milanese del Garegnano, militante in Serie D.

### Nazionale

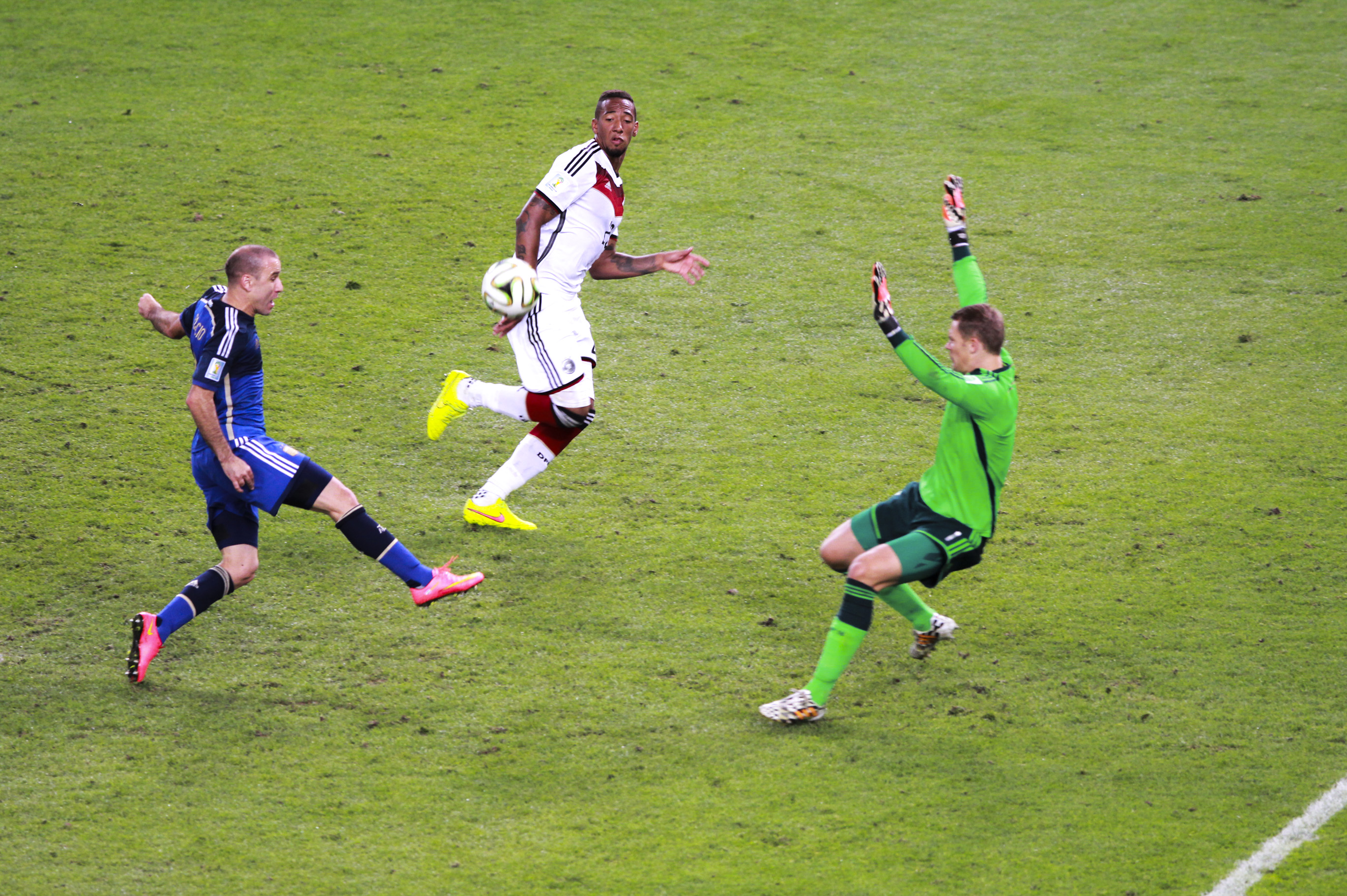
Palacio in azione con la nazionale argentina durante la finale del campionato del mondo 2014

Dopo aver esordito con la nazionale argentina nel 2005, un anno dopo viene convocato al campionato del mondo 2006, durante il quale disputa una sola partita. Convocato poco negli anni seguenti, ritorna nel giro della nazionale nel 2011, dopo tre anni di assenza, grazie al CT Alejandro Sabella. Partecipa quindi al campionato del mondo 2014, nel quale gioca (entrando sempre a partita in corso) 6 delle 7 partite disputate dall'Argentina, compresa la finale con la Germania. Successivamente non viene più preso in considerazione per la Selección, concludendo di fatto la sua esperienza in nazionale dopo aver totalizzato 28 presenze condite da 3 reti.

### Pallacanestro
Nel settembre del 2022 approda nel mondo del Basket firmando con la Polisportiva Garegnano 1976, club militante nella Serie D lombarda. Esordisce il 26 dello stesso mese contro il Trezzano Basket, realizzando 4 punti.

## Statistiche

### Presenze e reti nei club
Statistiche aggiornate al 22 maggio 2022.
| Stagione            | Squadra             | Campionato          | Campionato | Campionato | Coppe nazionali | Coppe nazionali | Coppe nazionali | Coppe continentali | Coppe continentali | Coppe continentali | Altre coppe | Altre coppe | Altre coppe | Totale | Totale |
| Stagione            | Squadra             | Comp                | Pres       | Reti       | Comp            | Pres            | Reti            | Comp               | Pres               | Reti               | Comp        | Pres        | Reti        | Pres   | Reti   |
| ------------------- | ------------------- | ------------------- | ---------- | ---------- | --------------- | --------------- | --------------- | ------------------ | ------------------ | ------------------ | ----------- | ----------- | ----------- | ------ | ------ |
| 2002-2003           | Huracán (TA)        | PBN                 | 34         | 7          | -               | -               | -               | -                  | -                  | -                  | -           | -           | -           | 34     | 7      |
| 2003-gen. 2004      | Huracán (TA)        | PBN                 | 19         | 8          | -               | -               | -               | -                  | -                  | -                  | -           | -           | -           | 19     | 8      |
| Totale Huracán (TA) | Totale Huracán (TA) | Totale Huracán (TA) | 53         | 15         |                 | -               | -               |                    | -                  | -                  |             | -           | -           | 53     | 15     |
| gen.-giu. 2004      | Banfield            | PD                  | 19         | 2          | -               | -               | -               |                    | -                  | -                  | -           | -           | -           | 19     | 2      |
| 2004-gen. 2005      | Banfield            | PD                  | 17         | 7          | -               | -               | -               | CS                 | 2                  | 2                  | -           | -           | -           | 19     | 9      |
| Totale Banfield     | Totale Banfield     | Totale Banfield     | 36         | 9          |                 | -               | -               |                    | 2                  | 2                  |             | -           | -           | 38     | 11     |
| gen.-giu. 2005      | Boca Juniors        | PD                  | 15         | 3          | -               | -               | -               | CL                 | 7                  | 2                  |             |             |             | 22     | 5      |
| 2005-2006           | Boca Juniors        | PD                  | 32         | 17         | -               | -               | -               | CS                 | 7                  | 5                  | RSA         | 2           | 0           | 41     | 22     |
| 2006-2007           | Boca Juniors        | PD                  | 32+1       | 19+0       | -               | -               | -               | CS+CL              | 2+10               | 2+4                | RSA         | 2           | 3           | 47     | 28     |
| 2007-2008           | Boca Juniors        | PD                  | 31         | 10         | -               | -               | -               | CS+CL              | 1+12               | 0+4                | Cmc         | 2           | 1           | 46     | 15     |
| 2008-2009           | Boca Juniors        | PD                  | 18+2       | 4+1        | -               | -               | -               | CL                 | 7                  | 5                  | RSA         | 2           | 2           | 29     | 12     |
| Totale Boca Juniors | Totale Boca Juniors | Totale Boca Juniors | 128+3      | 53+1       |                 | -               | -               |                    | 46                 | 22                 |             | 8           | 6           | 185    | 82     |
| 2009-2010           | Genoa               | A                   | 31         | 7          | CI              | 0               | 0               | UEL                | 6                  | 1                  | -           | -           | -           | 37     | 8      |
| 2010-2011           | Genoa               | A                   | 27         | 9          | CI              | 2               | 0               | -                  | -                  | -                  | -           | -           | -           | 29     | 9      |
| 2011-2012           | Genoa               | A                   | 32         | 19         | CI              | 2               | 2               | -                  | -                  | -                  | -           | -           | -           | 34     | 21     |
| Totale Genoa        | Totale Genoa        | Totale Genoa        | 90         | 35         |                 | 4               | 2               |                    | 6                  | 1                  |             | -           | -           | 100    | 38     |
| 2012-2013           | Inter               | A                   | 26         | 12         | CI              | 3               | 2               | UEL                | 10                 | 8                  | -           | -           | -           | 39     | 22     |
| 2013-2014           | Inter               | A                   | 37         | 17         | CI              | 2               | 2               | -                  | -                  | -                  | -           | -           | -           | 39     | 19     |
| 2014-2015           | Inter               | A                   | 35         | 8          | CI              | 0               | 0               | UEL                | 6                  | 4                  | -           | -           | -           | 41     | 12     |
| 2015-2016           | Inter               | A                   | 27         | 4          | CI              | 3               | 1               | -                  | -                  | -                  | -           | -           | -           | 30     | 5      |
| 2016-2017           | Inter               | A                   | 15         | 0          | CI              | 2               | 1               | UEL                | 3                  | 1                  | -           | -           | -           | 20     | 2      |
| Totale Inter        | Totale Inter        | Totale Inter        | 140        | 39         |                 | 10              | 6               |                    | 19                 | 13                 |             | -           | -           | 169    | 58     |
| 2017-2018           | Bologna             | A                   | 28         | 4          | CI              | 0               | 0               | -                  | -                  | -                  | -           | -           | -           | 28     | 4      |
| 2018-2019           | Bologna             | A                   | 28         | 5          | CI              | 3               | 0               | -                  | -                  | -                  | -           | -           | -           | 31     | 5      |
| 2019-2020           | Bologna             | A                   | 35         | 7          | CI              | 1               | 1               | -                  | -                  | -                  | -           | -           | -           | 36     | 8      |
| 2020-2021           | Bologna             | A                   | 36         | 7          | CI              | 1               | 0               | -                  | -                  | -                  | -           | -           | -           | 37     | 7      |
| Totale Bologna      | Totale Bologna      | Totale Bologna      | 127        | 23         |                 | 5               | 1               |                    | -                  | -                  |             | -           | -           | 132    | 24     |
| 2021-2022           | Brescia             | B                   | 30+2       | 6+0        | CI              | 0               | 0               | -                  | -                  | -                  | -           | -           | -           | 32     | 6      |
| Totale carriera     | Totale carriera     | Totale carriera     | 610        | 175        |                 | 19              | 9               |                    | 73                 | 38                 |             | 8           | 6           | 710    | 230    |

### Cronologia presenze e reti in nazionale
| Cronologia completa delle presenze e delle reti in nazionale ― Argentina | Cronologia completa delle presenze e delle reti in nazionale ― Argentina | Cronologia completa delle presenze e delle reti in nazionale ― Argentina | Cronologia completa delle presenze e delle reti in nazionale ― Argentina | Cronologia completa delle presenze e delle reti in nazionale ― Argentina | Cronologia completa delle presenze e delle reti in nazionale ― Argentina | Cronologia completa delle presenze e delle reti in nazionale ― Argentina | Cronologia completa delle presenze e delle reti in nazionale ― Argentina |
| Data                                                                     | Città                                                                    | In casa                                                                  | Risultato                                                                | Ospiti                                                                   | Competizione                                                             | Reti                                                                     | Note                                                                     |
| ------------------------------------------------------------------------ | ------------------------------------------------------------------------ | ------------------------------------------------------------------------ | ------------------------------------------------------------------------ | ------------------------------------------------------------------------ | ------------------------------------------------------------------------ | ------------------------------------------------------------------------ | ------------------------------------------------------------------------ |
| 9-3-2005                                                                 | Los Angeles                                                              | Argentina                                                                | 1 – 1                                                                    | Messico                                                                  | Amichevole                                                               | -                                                                        |                                                                          |
| 26-3-2005                                                                | La Paz                                                                   | Bolivia                                                                  | 1 – 2                                                                    | Argentina                                                                | Qual. Mondiali 2006                                                      | -                                                                        | 84’                                                                      |
| 10-6-2006                                                                | Amburgo                                                                  | Argentina                                                                | 2 – 1                                                                    | Costa d'Avorio                                                           | Mondiali 2006 - 1º turno                                                 | -                                                                        | 64’                                                                      |
| 18-4-2007                                                                | Godoy Cruz                                                               | Argentina                                                                | 0 – 0                                                                    | Cile                                                                     | Amichevole                                                               | -                                                                        |                                                                          |
| 5-7-2007                                                                 | Barquisimeto                                                             | Argentina                                                                | 1 – 0                                                                    | Paraguay                                                                 | Coppa America 2007 - 1º turno                                            | -                                                                        | 90’                                                                      |
| 11-7-2007                                                                | Puerto Ordaz                                                             | Messico                                                                  | 0 – 3                                                                    | Argentina                                                                | Coppa America 2007 - Semifinale                                          | -                                                                        | 78’                                                                      |
| 15-6-2008                                                                | Buenos Aires                                                             | Argentina                                                                | 1 – 1                                                                    | Ecuador                                                                  | Qual. Mondiali 2010                                                      | 1                                                                        | 89’                                                                      |
| 18-6-2008                                                                | Belo Horizonte                                                           | Brasile                                                                  | 0 – 0                                                                    | Argentina                                                                | Qual. Mondiali 2010                                                      | -                                                                        | 90’                                                                      |
| 11-10-2011                                                               | Puerto La Cruz                                                           | Venezuela                                                                | 1 – 0                                                                    | Argentina                                                                | Qual. Mondiali 2014                                                      | -                                                                        | 74’                                                                      |
| 7-9-2012                                                                 | Córdoba                                                                  | Argentina                                                                | 3 – 1                                                                    | Paraguay                                                                 | Qual. Mondiali 2014                                                      | -                                                                        | 65’ 80’                                                                  |
| 22-3-2013                                                                | Buenos Aires                                                             | Argentina                                                                | 3 – 0                                                                    | Venezuela                                                                | Qual. Mondiali 2014                                                      | -                                                                        | 80’                                                                      |
| 26-3-2013                                                                | La Paz                                                                   | Bolivia                                                                  | 1 – 1                                                                    | Argentina                                                                | Qual. Mondiali 2014                                                      | -                                                                        | 86’                                                                      |
| 11-6-2013                                                                | Quito                                                                    | Ecuador                                                                  | 1 – 1                                                                    | Argentina                                                                | Qual. Mondiali 2014                                                      | -                                                                        |                                                                          |
| 14-6-2013                                                                | Città del Guatemala                                                      | Guatemala                                                                | 0 – 4                                                                    | Argentina                                                                | Amichevole                                                               | -                                                                        | 68’                                                                      |
| 14-8-2013                                                                | Roma                                                                     | Italia                                                                   | 1 – 2                                                                    | Argentina                                                                | Amichevole                                                               | -                                                                        | 89’                                                                      |
| 10-9-2013                                                                | Asunción                                                                 | Paraguay                                                                 | 2 – 5                                                                    | Argentina                                                                | Qual. Mondiali 2014                                                      | -                                                                        | 65’                                                                      |
| 11-10-2013                                                               | Buenos Aires                                                             | Argentina                                                                | 3 – 1                                                                    | Perù                                                                     | Qual. Mondiali 2014                                                      | 1                                                                        | 80’                                                                      |
| 15-10-2013                                                               | Montevideo                                                               | Uruguay                                                                  | 3 – 2                                                                    | Argentina                                                                | Qual. Mondiali 2014                                                      | -                                                                        |                                                                          |
| 16-11-2013                                                               | East Rutherford                                                          | Ecuador                                                                  | 0 – 0                                                                    | Argentina                                                                | Amichevole                                                               | -                                                                        | 71’                                                                      |
| 19-11-2013                                                               | Saint Louis                                                              | Argentina                                                                | 2 – 0                                                                    | Bosnia ed Erzegovina                                                     | Amichevole                                                               | -                                                                        |                                                                          |
| 5-3-2014                                                                 | Bucarest                                                                 | Romania                                                                  | 0 – 0                                                                    | Argentina                                                                | Amichevole                                                               | -                                                                        | 57’                                                                      |
| 5-6-2014                                                                 | Buenos Aires                                                             | Argentina                                                                | 3 – 0                                                                    | Trinidad e Tobago                                                        | Amichevole                                                               | 1                                                                        | 76’                                                                      |
| 21-6-2014                                                                | Belo Horizonte                                                           | Argentina                                                                | 1 – 0                                                                    | Iran                                                                     | Mondiali 2014 - 1º turno                                                 | -                                                                        | 76’                                                                      |
| 25-6-2014                                                                | Porto Alegre                                                             | Nigeria                                                                  | 2 – 3                                                                    | Argentina                                                                | Mondiali 2014 - 1º turno                                                 | -                                                                        | 90’                                                                      |
| 1-7-2014                                                                 | San Paolo                                                                | Argentina                                                                | 1 – 0 dts                                                                | Svizzera                                                                 | Mondiali 2014 - Ottavi di finale                                         | -                                                                        | 74’                                                                      |
| 5-7-2014                                                                 | Brasilia                                                                 | Argentina                                                                | 1 – 0                                                                    | Belgio                                                                   | Mondiali 2014 - Quarti di finale                                         | -                                                                        | 71’                                                                      |
| 9-7-2014                                                                 | San Paolo                                                                | Paesi Bassi                                                              | 0 – 0 dts (2 – 4 dtr)                                                    | Argentina                                                                | Mondiali 2014 - Semifinale                                               | -                                                                        | 81’                                                                      |
| 13-7-2014                                                                | Rio de Janeiro                                                           | Germania                                                                 | 1 – 0 dts                                                                | Argentina                                                                | Mondiali 2014 - Finale                                                   | -                                                                        | 78’                                                                      |
| Totale                                                                   |                                                                          | Presenze                                                                 | 28                                                                       |                                                                          | Reti                                                                     | 3                                                                        |                                                                          |

## Palmarès

### Club

#### Competizioni nazionali
- Campionato argentino: 3

Boca Juniors: Apertura 2005, Clausura 2006, Apertura 2008

#### Competizioni internazionali
- Coppa Sudamericana: 1

Boca Juniors: 2005
- Coppa Libertadores: 1

Boca Juniors: 2007
- Recopa Sudamericana: 3

Boca Juniors: 2005, 2006, 2008

### Individuale
- Squadra dell'anno del Sud America: 2

2005, 2006
- Miglior giocatore della Primera División: 1

2006 Apertura
- Pallone di bronzo alla Coppa del mondo per club FIFA: 1

2007